# Léon Lhoest
Leon Lhoest (Liegi, 5 luglio 1868 – Liegi, 13 aprile 1935) è stato un ciclista su strada e pistard belga. 
Vinse una edizione del Giro di Anversa nel 1891, e fu secondo nella prima edizione della Liegi-Bastogne-Liegi del 1892.
Ottenne diverse vittorie e piazzamenti nelle corse dell'epoca eroica del ciclismo. Concluse al secondo posto sia la prima storica edizione della Parigi-Roubaix dietro il tedesco Josef Fischer nel 1896, sia la Bol d'or del 1897, gara su pista di durata che premiava il corridore che nel corso di ventiquattro ore riusciva a percorrere più chilometri.

## Palmarès (parziale)
- 1891

Giro di Anversa
- 1893

Parigi-Royan

## Piazzamenti

### Classiche monumento
- Liegi-Bastogne-Liegi

1892: 2º